# Hugo Klein (Politiker)

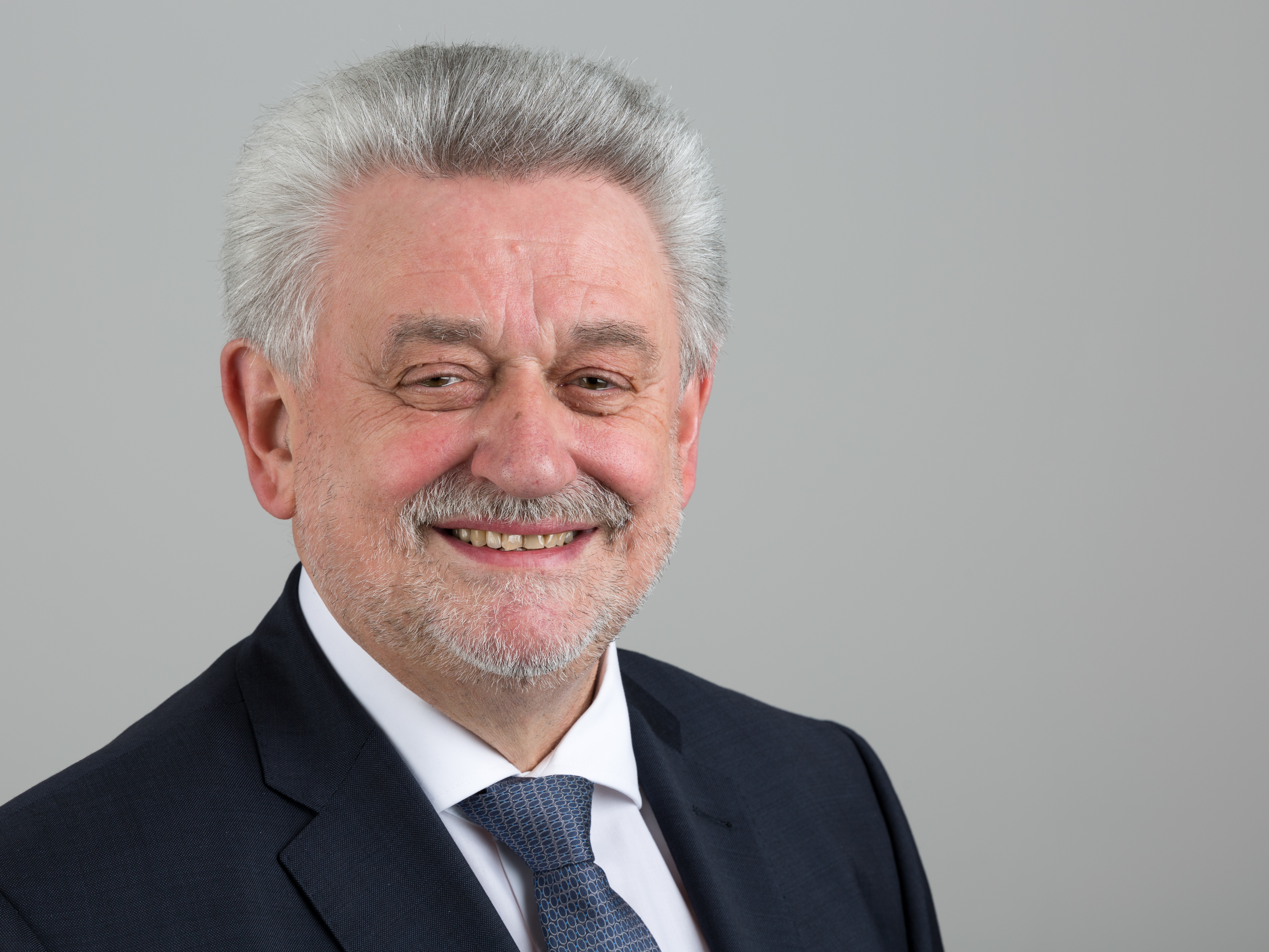
Hugo Klein (Februar 2016)

Hugo Klein (* 19. Mai 1953 in Neuenhaßlau) ist ein hessischer Politiker (CDU) und ehemaliger Abgeordneter des Hessischen Landtags.

## Ausbildung und Beruf
Nach einer Lehre als Maschinenschlosser (1969 bis 1972) studierte Hugo Klein von 1972 bis 1975 Maschinenbau in Frankfurt am Main. Das Studium schloss er mit dem Staatsexamen als Diplom-Ingenieur ab, bevor er von 1976 bis 1978 ein Studium der Berufspädagogik, Politik, Wirtschaftskunde und Geschichte an der Technischen Hochschule Darmstadt absolvierte.
Anschließend war Klein als Berufsschullehrer tätig. Zuletzt arbeitete er als Oberstudienrat und Koordinator der Grundstufenklassen der Metalltechnik und verantwortlicher Leiter einer Sondermaßnahme im Bereich der besonderen Bildungsgänge.

## Politik
Bereits als Jugendlicher war Hugo Klein politisch aktiv und Gründungsmitglied der Jungen Union Neuenhaßlau. Im Jahr 1978 trat er in die CDU ein, war dort seit 1981 Vorstandsmitglied und seit 1987 Vorsitzender der CDU Freigericht.
Im Jahr 1986 trat er auch in die Christlich-Demokratische Arbeitnehmerschaft (CDA) ein.
Hugo Klein ist seit 1981 Gemeindevertreter in Freigericht und war dort stellvertretender Vorsitzender der Gemeindevertretung. Von 1985 bis 1993 war er Kreistagsabgeordneter im Main-Kinzig-Kreis, bis er ab 1993 ehrenamtlicher Kreisbeigeordneter im Main-Kinzig-Kreis wurde.
Direkt gewähltes Mitglied des Hessischen Landtages (Wahlkreis Main-Kinzig I) wurde Hugo Klein am 5. April 2003. Dort war er Mitglied im Ausschuss für Wissenschaft und Kunst, Kulturpolitischer Ausschuss, Rechtsausschuss, Unterausschuss Justizvollzug und dem Hessischen Landesdenkmalrat. Bei der Landtagswahl in Hessen 2018 trat er nicht mehr an.